# Andreas Timm (Regierungssprecher)
Andreas Timm (* 3. Januar 1973 in Hamburg) ist ein deutscher Berater. Er ist seit 2008 Regierungssprecher der Landes Mecklenburg-Vorpommern.

## Leben
Timm absolvierte 1992 das Abitur in Norderstedt. Anschließend leistete er von 1992 bis 1993 Zivildienst. Er studierte von 1993 bis 1999 Politische Wissenschaft an der Universität Hamburg und erreichte den Abschluss Diplom-Politologe.
Er trat 1999 als Redenschreiber von Ministerpräsident Harald Ringstorff (SPD) in den Dienst der Staatskanzlei des Landes Mecklenburg-Vorpommern. Bis er 2001 zum Büroleiter von Ringstorff avancierte, attachierte er diesem als Redenschreiber. Am 6. Oktober 2008 wurde der damalige Büroleiter Timm mit Antritt des Ministerpräsidenten Erwin Sellering (SPD) zum Regierungssprecher des Landes Mecklenburg-Vorpommern ernannt. Er blieb auch unter Ministerpräsidentin Manuela Schwesig (SPD) im Amt.